# Estado metaestável

Representação clássica unidimensional de um sistema com um estado metaestável (1), um estado instável (2) e um estado estável (3). A bolinha é assumida estática em cada um dos pontos indicados. No eixo vertical tem-se a altura, diretamente relacionada à energia potencial do sistema — que corresponde, no caso representado, à energia total do sistema — e na horizontal, a posição espacial da bolinha ao longo da rampa.

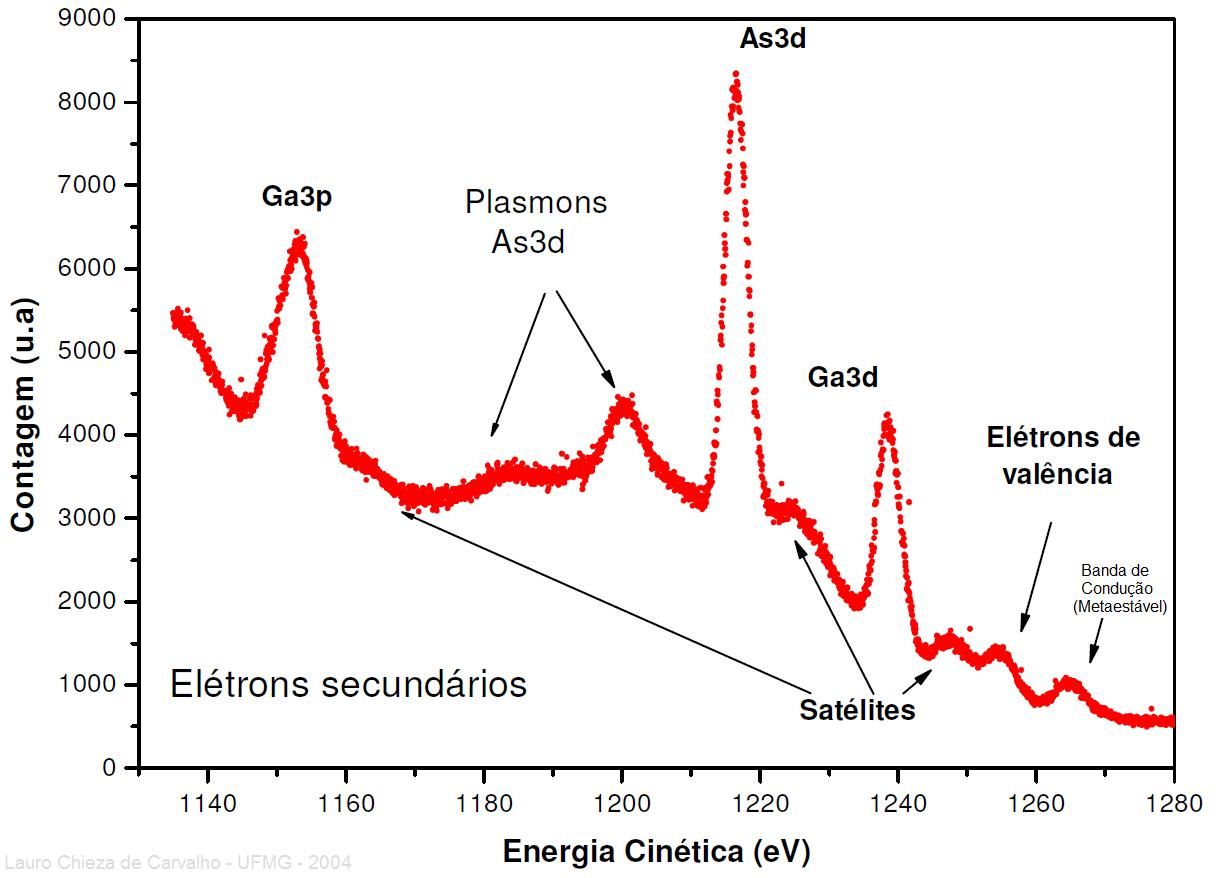
Espectro XPS para Arsenieto de gálio (100): os picos salientes devem-se aos elétrons originalmente presentes nas camadas eletrônicas indicadas. A energia dos fótons excitantes corresponde a 1253 eV (anodo de magnésio selecionado na fonte de raios X). O pico de elétrons observado em energias superiores a 1253 eV no espectro deve-se em grande parte a elétrons em estado metastável oriundos da banda de condução do arseneto de gálio. A banda de condução é metastável para elétrons com uma dada orientação de spin e não o é para elétrons com a orientação complementar. Por tal, o arseneto de gálio constitui-se em uma boa fonte de elétrons spin-polarizados.

Um estado metaestável, ou de forma equivalente estado metastável, corresponde a qualquer estado do sistema diferente do estado de equilíbrio mais estável — diferente do equilíbrio termodinâmico — que tenha consigo associado uma restrição que impeça a transição imediata deste para o estado mais estável sem alguma perturbação significativa de origem geralmente externa ao sistema. O sistema pode assim permanecer por longos tempos no estado metaestável sem transitar para o estado mais estável. Contudo, presente a influência externa — ou interna adequada — o sistema irá transitar para o estado mais estável.
Um sistema termodinâmico pode, em um estado metastável, encontrar-se em equilíbrio térmico com a vizinhança sem contudo encontrar-se em seu equilíbrio termodinâmico. Como exemplo tem-se uma mistura de hidrogênio e oxigênio encerrada em uma fronteira completamente restritiva, compondo um sistema isolado. Embora este sistema rapidamente atinja o seu estado de equilíbrio térmico, este encontra-se em um estado metastável e não em seu equilíbrio termodinâmico. A menor perturbação de natureza adequada é capaz de levar o sistema ao estado de equilíbrio termodinâmico, estado este bem distinto do anterior, encontrando-se agora água — e em caso estequiométrico adequado apenas água — quando em seu estado de equilíbrio termodinâmico. O estado metastável, embora em seu equilíbrio térmico, não encontra-se em seu equilíbrio químico. Algo similar ocorre com o carbono na forma de diamante, este associado a um estado alotrópico metastável deste elemento. O estado estável corresponde ao grafite.

## Física atômica
Em física atômica, um nível metaestável ou estado eletrônico metaestável é aquele no qual um elétron em um átomo excitado encontra-se em um orbital a partir do qual a transição para o nível fundamental ou demais níveis de menor energia encontra-se inibida pela regra de transição inerente ao sistema atômico, o que leva a um tempo de vida médio para este estado consideravelmente maior do que o tempo de vida médio associado aos demais estados excitados não metastáveis. Nestes casos o tempo de vida médio só não é consideravelmente maior do que os experimentalmente determinados devido ao fato de os átomos excitados não integrarem sistemas isolados, e perturbações externas de natureza eletromagnética encontrarem-se sempre presentes. A permanência neste nível é determinada pelo coeficiente de Einstein ({\displaystyle \beta _{2}}) para este nível. Quanto maior for o {\displaystyle \beta _{2}}, maior será a permanência do elétron neste estado.
O princípio de funcionamento dos lasers — como o de rubi e o de hélio-neônio — atrelam-se geralmente ao uso de estados eletrônicos metaestáveis para promover a inversão de população requisitada ao funcionamento dos mesmos. O processo de emissão estimulada encarrega-se de gerar a perturbação necessária às transições, que neste caso se dão de forma coerente (em fase).
A título ilustrativo cita-se a regra de seleção para transições interatômicas expressa em função dos respectivos números quânticos principal "n", secundário ou de momento angular (ou magnético) "l", de spin "s" — estes diretamente associados ao elétron e seu orbital — e do número quântico J associado ao acoplamento spin-órbita ({\displaystyle {\vec {J}}={\vec {L}}+{\vec {S}}}), aqui considerando-se o caso de átomos descritos por acoplamento LS. Maiores detalhes podem ser encontrados na literatura específica:
1. Transições eletrônicas ocorrem mediante a transição de um elétron por vez. Isto significa que não ocorrem transições eletrônicas simultâneas de dois ou mais elétrons entre subcamadas eletrônicas de um mesmo átomo.
2. Só podem ocorrer transições entre níveis de energia que impliquem uma variação do número quântico magnético "l" igual a mais ou menos uma unidade. {\displaystyle |\Delta l|=1}
3. Só podem ocorrer transições entre estados destas configurações para os quais as mudanças nos números quânticos s', l' e j' associados aos momentos magnéticos totais do átomo (devidos a todos os elétrons e não a um em específico - acoplamento LS) satisfaçam às restrições:

{\displaystyle \Delta s'=0}; {\displaystyle |\Delta l'|=1}; {\displaystyle |\Delta j'|=0,1} (exceto j'=0 para j'=0).
Um estado átomo excitado cujas transições eletrônicas do elétron excitado encontrem-se proibidas por tais regras encontra-se em um estado metastável.